# Iglesia evangélica de Marín
La Iglesia evangélica de Marín es la iglesia evangélica más numerosa de Galicia y una de las más numerosas de España en cuanto a asistentes a los oficios. Un 10 % de la población del municipio de Marín es protestante, siendo este el índice más alto de los municipios de España.
Su pastor es Julio Torres Caeiro, natural de Marín, y comparte la dirección de la iglesia con un consejo administrativo-consultivo llamado Consejo de Pastores, del cual dependen todas las estructuras organizativas de la iglesia. Todos sus componentes y cargos son reconocidos y aceptados por los miembros de la congregación.

## Reseña histórica

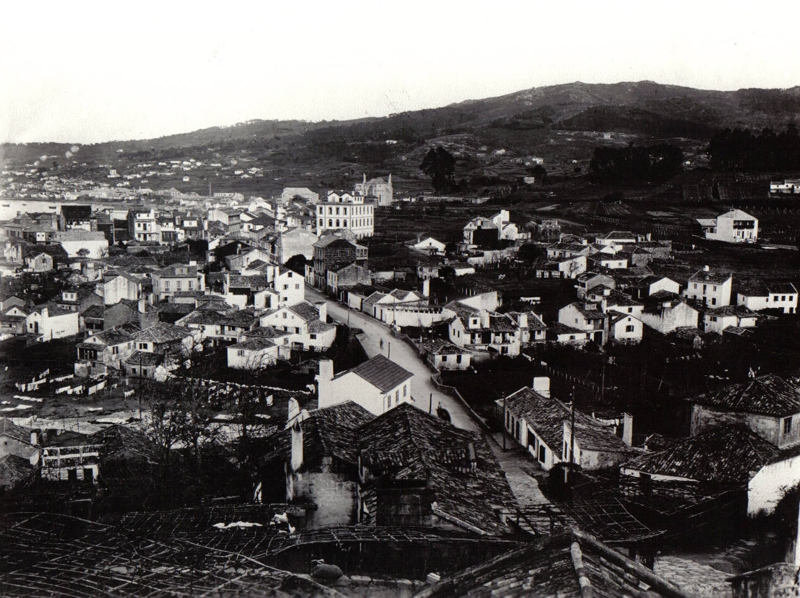
Marín y la Iglesia Evangélica en 1899.

El primer contacto de las gentes de Marín con el credo protestante tuvo lugar en el año 1882, con la llegada de los misioneros británicos Thomas Blamire y James Wigstone que predicaban de forma pública en las calles del pueblo. Thomas Blamire, misionero de las Asambleas de Hermanos, fijó su residencia en Marín ese mismo año, asumiendo el cargo de pastor de la incipiente Iglesia Evangélica de Marín. En octubre de ese mismo año se realizaron los primeros bautismos por inmersión en el mar: Francisco País Pesqueira y Josefa Pazos Santos.
También en 1882, bajo el liderazgo de Thomas Blamire, se formó la congregación de Seixo.
En el año 1894, con la muerte de Thomas Blamire, las iglesias de Marín y Seixo formaron congregaciones independientes, asumiendo el pastorado de la Iglesia Evangélica de Marín Cecilio Hoyle y el de la Iglesia Evangélica de Seixo Benjamín White.
Bajo el liderazgo de Cecilio Hoyle se construyó el edificio para la capilla y escuela, inaugurado en diciembre de 1899. Esta obra fue ejecutada por Luis de Wirtz, ingeniero civil, quien además utilizó sus influencias para resolver los problemas que las autoridades locales oponían a su construcción.
El edificio se diseñó atendiendo las diversas necesidades de la comunidad, necesidades tanto de organización y desarrollo de la liturgia evangélica como necesidades sociales y culturales, utilizando la planta baja como lugar de culto, la primera planta como escuela para niños y el segundo piso como vivienda del pastor. La escuela desarrolló una gran labor de alfabetización en Marín sin distinción de credos. Trabajaron como maestros en esta escuela Enrique Turrall, Adelaida Turrall, Ana Wreford, Francisco País Pesqueira, Francisco País Solla, Jonatán Medinilla, Martina Sanz, Aurelia Bolle y Simona del Campo.
En 1906, Enrique Turrall sustituyó en el pastorado a Cecilio Hoyle.
El fenómeno de la emigración de las primeras décadas del siglo XX hizo que muchos protestantes vinculados a la Iglesia Evangélica de Marín formasen parte de la introducción del protestantismo en otros lugares de España, Argentina, Uruguay, Chile, Cuba, Brasil y Venezuela.
La Segunda República Española significó el primer periodo de libertad religiosa. No obstante, la congregación pasó grandes dificultades en los años de la guerra civil española y la Posguerra debido, en parte, a que el régimen de Francisco Franco expulsó a los misioneros extranjeros, y  a los reproches y la persecución por parte de los simpatizantes de la dictadura. Durante la Guerra Civil, el edificio de la Iglesia Evangélica de Marín fue convertido en cuartel, pero no pudo ser incautado porque la titularidad del edificio estaba a nombre de una compañía inglesa.
A la muerte de Enrique Turrall en 1952, le sucedió en el cargo Isaac Campelo, el primer marinense en ser pastor en toda la historia de la congregación, hasta su muerte en 1983. Campelo había sido colportor durante muchos años por toda España. Bajo su servicio, en 1975 se reformó el edificio de la iglesia con el fin de ampliar su aforo.
Desde 1978, amparada bajo la nueva situación política de España, la iglesia desarrolló una permanente actividad sociocultural, cívica y de integración en la sociedad de la región, labor que ha sido reconocida por entidades públicas y privadas, tanto del municipio como de la provincia, con motivo del cual ha recibido numerosos premios como el "Marinense del año 2007", el premio "Liberación 2007" o la dedicación de una calle de la villa de Marín a uno de los pastores de la iglesia, Enrique Turrall.
Sin embargo, no abandona su fin original que es el de compartir sus creencias y fomentar el establecimiento de otras iglesias afines, en Pontevedra y Villagarcía de Arosa, y colaborando para evitar la desaparición de otras, como la de Villar de Taboada, en Silleda.
| Período           | Pastor              |
| ----------------- | ------------------- |
| 1882-1894         | Thomas Blamire      |
| 1894-1906         | Cecilio Hoyle       |
| 1906-1952         | Enrique Turrall     |
| 1952-1983         | Isaac Campelo       |
| 1983 - Actualidad | Julio Torres Caeiro |

## Emigrantes ilustres
Además de las Iglesias Evangélicas que se abrieron en distintas partes de España y Latinoamérica, de la Iglesia Evangélica de Marín salieron personajes que influyeron en el mundo evangélico como Jonatán Medinilla, maestro en la escuela evangélica y que tuvo que emigrar a Argentina por la persecución religiosa, o Francisco Pais Pesqueira primer bautizado de la iglesia de Marín y profesor-director también en la escuela evangélica, que se estableció en Cuba y que fue padre de Frank Pais, creyente evangélico, héroe de la revolución cubana que luchó por la llegada de la democracia a Cuba tras el golpe militar de Fulgencio Batista, y que fue asesinado.

## Actividades de relevancia
La congregación es un referente cultural en la comarca por su promoción de actividades sociales y artísticas.
Desde sus inicios ha sido muy importante la obra social y actualmente auspicia la ONG "AMOR EN ACCIÓN (AMENAC)", que desarrolla su labor en España y en países como Ghana, Argentina y Colombia, trabajando solidariamente con otras entidades que procuran mejorar la calidad de vida de las personas. Es importante la labor con inmigrantes desarrollando programas y talleres interculturales y de integración.
Al mismo tiempo, su interés en el desarrollo integral de niños, adolescentes y jóvenes le ha llevado a impulsar la asociación juvenil "Jóvenes Pioneros". La Iglesia Evangélica de Marín lleva a cabo una labor cultural intensa a través de la asociación sociocultural evangélica de ocio y tiempo libre "KALOS" por medio de conciertos del "Coro Gospel DOXA" y del "Coro Evangélico" con una trayectoria de 36 años de actividad y dirigido hasta el año 2008 por Virgilio Vangioni (ya fallecido), el grupo de teatro "VERBAS" y las actividades de campamento al aire libre. Otras actividades dignas de mención son la escuela bíblica de Navidad, ciclos de conferencias, jornadas de cine, participación en ferias de libros o la edición de libros como "En los campos de Galicia" (biografía de Enrique Turrall y su esposa Adelaida Turrall), o la edición en castellano de "Galicia Noroeste de España en 1920".
Desde 1993 realiza actividades de campamento, retiros, jornadas para maestros de enseñanza evangélica (ERE), o jornadas sobre obra social o inmigración en el "Centro de Campamentos A Pradeira", un espacio para la dinamización de la convivencia.

## Representación
La Iglesia Evangélica de Marín se identifica con el grupo de iglesias evangélicas denominado Iglesias de los Hermanos, forma parte de la Federación de Iglesias Evangélicas de Galicia y participa activamente en el programa "Nacer de Novo" tanto en Radio Galega como en Televisión de Galicia, siendo Marín el lugar donde tiene su sede social.
Al mismo tiempo tiene representación en distintos organismos de Galicia como la Coordinadora de Asambleas de Hermanos de Galicia (Coahga), Consello Evanxélico de Galicia que representa a todas las iglesias evangélicas de Galicia ante la administración autonómica gallega. Forma parte de la Federación de Entidades Religiosas Evangélicas de España que representa a las iglesias evangélicas ante el gobierno de España.
Colabora activamente en el mundo universitario a través de la asociación Grupos Bíblicos Universitarios (GBU) y de forma más directa con sus grupos de trabajo entre los estudiantes de educación secundaria Grupos Bíblicos Estudiantiles (GBE), acogiendo en sus instalaciones a uno de sus grupos. Participa en proyectos de colaboración cultural, social y de ayuda al desarrollo fuera de España a través de entidades como Misión Pionera Internacional (MPI) de la que también es miembro.
Tiene a su vez presencia en internet, a través de la página de información de la misma congregación y desde 1999 también a través de un portal de servicios a toda la comunidad de habla hispana en internet ElAtrio.Net.